# Ramenní kloub

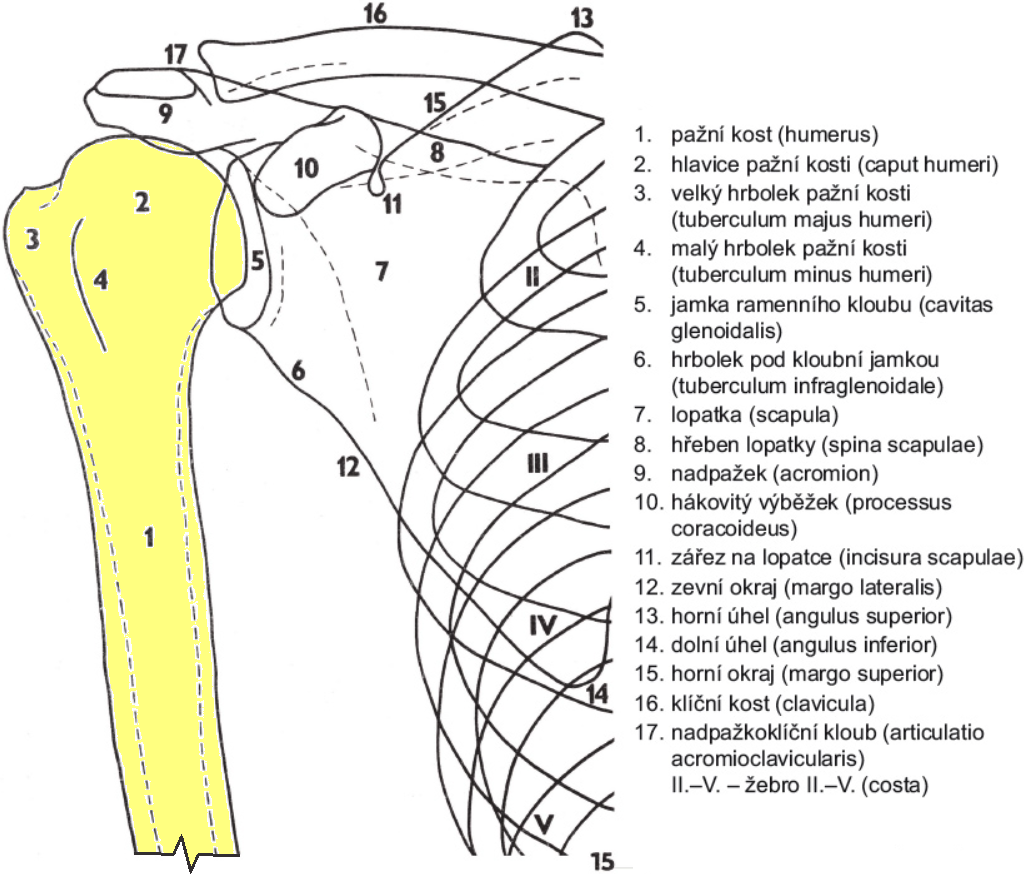
Soustava kostí kloubu ramenního (articulatio humeri) a kloubu nadpažkokličního (articulatio acromioclavicularis), což lze nazvat také (articulatio humeroscapularis)

Ramenní kloub (articulatio humeri, skapulohumerální kloub, humeroskapulární kloub) je skloubení pažní kosti s lopatkou, resp. s hrudním košem. Pažní kost (humerus) se svou hlavicí (caput humeri) kloubí s lopatkou (scapula) a klíční kostí (clavicula). Ramenní kloub je nejpohyblivější kloub lidského těla a umožňuje pohyby paže všemi směry. Kvůli požadavkům mimořádné pohyblivosti a obratnosti paže je jamka kloubu poměrně mělká (mělčí než u kyčle). Součástí skapulohumerálního kloubu je tak i soustava silných svalů, které lopatku jednak fixují, jednak umožňují její kluz různými směry a hýbou paží. Pro funkci ramene je důležitá správná poloha ramenního kloubu a svalová rovnováha.

## Úrazy a onemocnění
Nejčastějším problémem ramen bývá svalová dysbalance, při které zkrácené prsní svaly vyosují hlavici ramene vpřed, čímž působí tuhnutí a bolest přední části ramene (úpon m. biceps brachii) a zadních šíjových a lopatkových svalů. Pozice s předsunutou hlavou, nedostatečný dech a ochablé mezilopatkové svalstvo pak dál vedou k typickému flekčnímu („zborcenému“) držení těla a řetězení problémů (bolest hlavy, tinnitus aj.).
Častým úrazem ramenního kloubu je vykloubení z kloubní jamky (luxace), při kterém může dojít až k potrhání ramenních svalů, šlach a nervů.
Dalšími typickými úrazy jsou zlomeniny ramenního kloubu a jeho okolí, které se léčí konzervativně nebo operativně.
Častým zánětlivým onemocněním ramene je periartritida. Ta vede ke ztuhnutí ramenních svalů, šlach a měkkých tkání. Určitý typ tohoto onemocnění je zván anglicky frozen shoulder (zmrzlé rameno) a podle některých jeho příčiny vedou specificky k podlopatkovému svalu. Syndrom mívá vleklý průběh, je přístupný manuální fyzioterapii, často se však upraví i spontánně.
Úrazy a onemocnění ramen vedou k vážným omezením hybnosti a sebeobsluhy. Léčbu provádí ortopedie či fyzioterapie.